# Cape Fold Belt
Cape Fold Belt (CFB, dobesedno Kapski gubni pas) je 1300 kilometrov dolg naguban in nariven gorski pas vzdolž zahodne in južne obale Zahodne Kaplandije v Južni Afriki. Cape Fold Belt je nastal v permskem obdobju (pred 300 do 250 milijoni let) v poznem paleozoiku in je vplival na zaporedje plasti sedimentnih kamnin siliciklastične Capske superskupine z nagubanimi in prelomnimi kamninami, ki so bile odložene v Kaplandski kotlini v jugozahodnem kotu Južne Afrike.
Cape Fold Belt je bil nekoč del večjega orogenetskega pasu z drugimi gorskimi verigami, ki so nastale kot del istega tektonskega dogodka, ki se je prvotno razširil iz Argentine, čez južno Afriko in na Antarktiko. Vključevalo je gorovje Ventana blizu Bahíe Blance v Argentini, gore Pensacola na vzhodni Antarktiki, gore Ellsworth na zahodni Antarktiki in Hunter-Bownovo orogenezo v vzhodni Avstraliji. Kamnine, vključene v ta sistem gub, so predvsem peščenjaki in skrilavci, pri čemer skrilavci iz Bokkeveldske skupine ležijo v dnu dolin, medtem ko peščenjaki iz formacije Peninsula, ki so bolj odporni proti eroziji, tvorijo vzporedne verige Cape Fold gorovja. Najvišji vrh v verigi je Seweweekspoortpiek, ki doseže 2325 metrov.
Cape Fold tvori niz vzporednih verig, ki potekajo vzdolž jugozahodne in južne obale Južne Afrike v dolžini 850 km od Cederberga 200 km severno od Kapskega polotoka in nato vzdolž južne obale do Port Elizabeth, 650 km proti vzhodu (glejte dva zemljevida enega nad drugim na desni).